# Frente Operária
A Frente Operária, criada sob o nome de Frente Obreiro, foi uma organização trabalhista e nacionalista galega nascida em 1972 e vinculada com o partido político clandestino União do Povo Galego (UPG). Dirigida por Moncho Reboiras, teve uma importante implantação entre os operários de Vigo, e também presença em Ferrol e na Corunha.
Desde 1974, publicou o boletim O Eixo. Nessa altura, embora a ditadura franquista, tinha arredor de 50 militantes, que aumentaram de maneira significativa desde 1975 com a queda do regime franquista. Nesse momento, a Frente Operária oficializou-se com o nome de Sindicato Operário Galego (SOG). 